# Petit séminaire de Mbamou
Le petit séminaire Saint-Paul de Mbamou est un établissement catholique implanté dans les années 1940 dans le département du Pool au Moyen-Congo, territoire de l’Afrique Equatoriale Française.

## Origine et vocation de l’établissement
Il s’agit d’un petit séminaire formant des garçons de la classe de Septième à la classe de Première, certains poursuivant ensuite une formation à la prêtrise dans un grand séminaire notamment celui de Brazzaville ou de Libreville. Cet établissement a été créé et dirigé par les missionnaires  de la Congrégation du Saint-Esprit encore appelés Spiritains.
Il est issu d’une mission implantée vers 1912 à la demande de Prosper Philippe Augouard qui souhaitait au sud de Brazzaville « une mission pour les Bacongo » D’abord localisée à proximité du chemin de fer de la compagnie minière de Mindouli, cette mission de Mbamou situé au nord-est de Kinkala sera déplacée de 20 km en 1926 pour se rapprocher du nouveau CFCO (Chemin de Fer Congo – Océan) ayant une gare à Baratier-Kibouendé. Le petit Séminaire de Mbamou a été ouvert en 1939 avec inauguration des locaux neufs en 1950 par Paul Biéchy. Le petit séminaire quitte Mbamou en 1986 pour Brazzaville.
Avant la mise en place de structures d’éducation nationale par l’état congolais, l'alphabétisation et la scolarisation au Congo a principalement été assurée par les missionnaires. Les écoles des missions constituaient les principaux lieux d’éducation primaire. Les élèves repérés comme étant les plus disposés à l’apprentissage se voyaient ensuite proposer de rejoindre un des petits  séminaires, comme celui de Mbamou. Le cursus était foncièrement sélectif, dans une organisation au caractère austère et disciplinaire. Le séminaire de Mbamou était intervicarial, recevant des élèves venus de tous les vicariats du Moyen-Congo (Pointe-Noire, Fort-Rousset) et de l’Afrique Equatoriale Française.

## Directeurs
- 1939 : Père Henri Flottat
- 1945 : Père Jean Morizur
- 1959 : Père Joseph Le Badezet
- 1962 : Père Florent Didace Malanda : premier directeur congolais[2]
- 1965 : Abbé Antoine Maloumby

## Anciens élèves
Des années 1940 aux années 1970, le petit séminaire de Mbamou a formé chaque année dix à quinze jeunes hommes, leur apportant un bagage intellectuel leur permettant d'accéder à des postes d'encadrement ou aux études secondaires et universitaires. Une partie de l'élite intellectuelle en est issue et plusieurs anciens élèves ont joué un rôle majeur dans la vie politique et sociale du pays : 
- Barthélemy Batantu, évêque de Brazzaville ;
- Émile Biayenda : archevêque de Brazzaville, puis premier cardinal de la République du Congo ;
- Alexis Gabou : constitutionaliste, ministre de l'Intérieur ;
- Marcel Ibalico : président de l'Assemblée nationale ;
- Ernest Kombo : évêque d'Owando[5] ;
- Antoine Letembet-Ambily[5] : écrivain, dramaturge ;
- Lazare Matsocota : premier procureur de la République du Congo[5] ;
- Anatole Milandou, : archevêque de Brazzaville[5] ;
- Léonard Mitoudidi (d) : Leader marxiste, compagnon d'armes de Che Guevara
- Aloïse Moudileno : premier avocat congolais[6] ;
- Joachim N'Dayen (en)[4], archevêque de Bangui ;
- Théophile Obenga : égyptologue et linguiste.